# Palazzo Pernigotti
Palazzo Pernigotti è un ex-convento che sorge nel Rione Piantanova di Salerno, nei pressi di piazza Portanova.

## L'edificio
Il palazzo probabilmente risale all'XI-XII secolo. Inizialmente fu monastero francescano delle Clarisse. Il monastero fu soppresso nel 1866 e l'edificio fu inglobato nel vicino palazzo Renna-Sabetta, abbattuto nel 2010, diventando sede di abitazioni private. L'edificio presenta sulle facciate meridionali ed orientali decorazioni a tarsie policrome e tufi gialli e grigi. All'ultimo piano di rilevante importanza è il loggiato catalano dotato di arcate e piccole colonne con capitelli.